# 首都防衛司令部

首都防衛司令部の部隊章

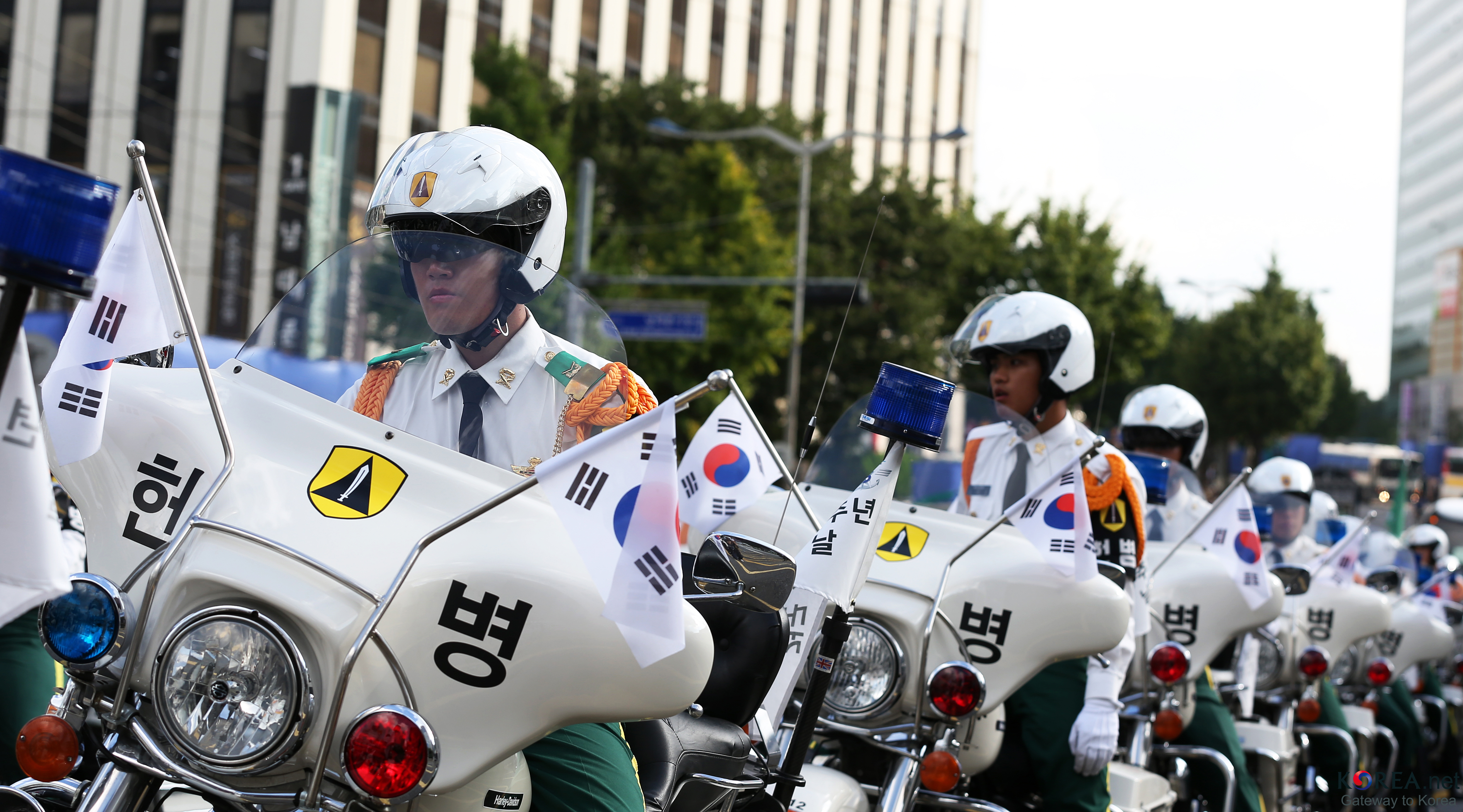
首都防衛司令部の憲兵

首都防衛司令部（しゅとぼうえいしれいぶ、韓国語: 수도방위사령부）は、韓国陸軍の大統領直属部隊の司令部。通称「盾部隊」。
首都（ソウル）防衛を任じており、大統領の直属である。本司令部隷下の部隊は第2作戦司令部 (旧第2野戦軍)とともに韓国軍内において有事の際、韓国政府が単独で統制権を行使できる数少ない実力部隊である。

## 沿革
1949年6月20日、ソウル防衛の任を負い首都警備司令部（韓国語: 수도경비사령부）として創設され、第2連隊、第3連隊、第18連隊を擁していたが、朝鮮戦争中、混成首都師団に再編・解体された。
1961年6月1日、国家再建最高会議令第37号に基づき、ソウル特別市 龍山区厚岩洞で師団級部隊である首都防衛司令部として再創設され、1年後中区筆洞に司令部が移転。以後名称を首都警備司令部へと戻した。麾下には5.16軍事クーデターで反乱軍側としてソウルに進軍した第30・33両予備師団からソウルに引き続き駐留することとなった各1個大隊などを編入しており、その性格上クーデターによって政権を奪取した国家再建最高会議及びその後を引き継いだ朴正煕政権といった軍事政権の親衛隊的存在としての意味合いが強い部隊でもある。首都防衛のみを任務としていたが、1968年の青瓦台襲撃未遂事件以降、対浸透作戦任務が追加された。
1974年、当年に大統領警護室長に就任した車智澈の働きかけで軍内に創設された大統領警護室支援部隊の一部を麾下に編入し、合わせて景福宮の第30警備大隊及び第33警備大隊（ "不死鳥部隊"）が団級部隊に拡大改組された。1979年12月12日、全斗煥や盧泰愚などが主導する軍内秘密組織「ハナフェ」などによって実行された粛軍クーデターでは、第30警備団長の張世東・第33警備団長の金振永両大佐など多数の人員がクーデターに参加し、両警備団は同じくクーデターに参加した特殊戦司令部麾下の3個空輸特戦旅団や第9歩兵師団と共に反乱軍の主力部隊となった。当時、司令官の張泰玩少将自身はクーデターに反対して強硬鎮圧を主張したものの、最終的に拘束された。
1984年にソウル近郊の多数団と動員師団を編入して軍団級部隊となり、名称を現在の首都防衛司令部に戻した。1990年には漢江以北に2つの隷下動員師団が創設され、1991年3月1日には再び筆洞から冠岳区南峴洞南泰嶺に移転。1996年12月17日、金泳三政権によるハナフェ粛清の一環として、第30警備団と第33警備団が統廃合され、第1警備団が創設された。
2008年11月24日、国防部で開催された国防改革2020公聴会で発表された基本計画調停案によると、第7機動軍団に加えて、1個機動軍団を増便して首都防衛司令部を解体する予定だった。それに応じてソウル市内の防衛を首都軍団が委任される予定だったが、翌日急遽提案を修正して逆に首都軍団を解体、残る首都防衛司令部を地域軍団級部隊として砲兵戦力と機動戦力を大幅に強化させる方針に転換した。国防改革2020の廃止に伴い、これらの計画は白紙となった。
2011年11月30日、国防改革基本計画に基づく首防司改編に応じて57郷土歩兵師団が第56郷土歩兵師団に統廃合された。そして翌日12月1日、首都圏とソウルで二元化されている首都圏防空作戦を一本化するべく、第3軍の第1防空旅団（1975年9月15日創設）が第10防空団へと再編されて首都防衛司令部に編入された。
2011年12月1日、唯一の機甲部隊だった第19戦車大隊が機械化歩兵部隊に改編された第8師団隷下16連隊（現「第16機械化歩兵旅団」）へと編入された。

## 編制
- 第52郷土防衛師団
- 第56郷土防衛師団
- 第57郷土防衛師団
- 第60予備歩兵師団
- 第71予備歩兵師団
- 第1化学防護旅団
- 第112通信旅団
- 第10防空砲兵群
- 第1113工兵群

### 歴代司令官
| 代         | 氏名     | 氏名         | 出身     | 在任期間       | 在任期間       | 前職                       | 後職                     | 備考                                               |
| ---------- | -------- | ------------ | -------- | -------------- | -------------- | -------------------------- | ------------------------ | -------------------------------------------------- |
| 代         | 漢字表記 | ハングル表記 | 出身     | 着任           | 退任           | 前職                       | 後職                     | 備考                                               |
| 1          | 権晙     | 권준         | 黄埔4期  | 1949年7月1日   | 1950年6月18日  | 第106旅団長                | 第1訓練所長              |                                                    |
| 2          | 李鍾賛   | 이종찬       | 士候49期 | 1950年6月18日  | 1950年6月28日  | 政訓局長                   | 混成首都師団長           |                                                    |
| 1961年再編 |          |              |          |                |                |                            |                          |                                                    |
| 1          | 金振暐   | 김진위       | 陸士3期  | 1961年         | 1965年         | 第37師団長                 | 第2訓練所長              |                                                    |
| 2          | 崔宇根   | 최우근       | 陸士3期  | 1965年         | 1970年         | 第11師団長                 | 第1軍団長                |                                                    |
| 3          | 尹必鏞   | 윤필용       | 陸士8期  | 1970年         | 1973年3月      | 首都歩兵師団長             | なし                     | ハナフェの後援者、汚職容疑（尹必鏞事件）により除隊 |
| 4          | 陳鍾埰   | 진종채       | 陸士8期  | 1973年3月      | 1975年2月28日  | 国軍情報司令官             | 国軍保安司令官           |                                                    |
| 5          | 車圭憲   | 차규헌       | 陸士8期  | 1975年         | 1978年         | 作戦参謀部次長             | 首都軍団長               | ハナフェの後援者                                   |
| 6          | 全成珏   | 전성각       | 陸士8期  | 1978年         | 1979年11月16日 | 大統領警護室次長           | 第3軍団長                |                                                    |
| 7          | 張泰玩   | 장태완       | 陸総11期 | 1979年11月16日 | 1979年12月12日 | 教育参謀部次長             | 予備役                   | 粛軍クーデターにより解任                           |
| 8          | 盧泰愚   | 노태우       | 陸士11期 | 1979年12月     | 1980年8月23日  | 第9師団長                  | 国軍保安司令官           | ハナフェ                                           |
| 9          | 朴世直   | 박세직       | 陸士12期 | 1980年8月23日  | 1981年         | 第3師団長                  | 予備役                   | ハナフェ、不正疑惑により解任・予備役編入           |
| 10         | 崔世昌   | 최세창       | 陸士13期 | 1981年         | 1982年11月     | 第20師団長                 | 第1軍団長                | ハナフェ                                           |
| 11         | 李鐘九   | 이종구       | 陸士14期 | 1983年5月      | 1985年5月      | 第20師団長                 | 国軍保安司令官           | ハナフェ                                           |
| 12         | 高明昇   | 고명승       | 陸士15期 | 1985年5月      | 1986年7月4日   | 人事参謀部長               | 国軍保安司令官           | ハナフェ                                           |
| 13         | 権丙植   | 고명승       | 陸士15期 | 1986年7月4日   | 1987年         | ?                          | 陸軍参謀次長             |                                                    |
| 14         | 金振永   | 김진영       | 陸士17期 | 1987年         | 1989年         | 陸軍三士官学校長           | 教育司令官               | ハナフェ                                           |
| 15         | 具昌会   | 구창회       | 陸士18期 | 1989年         | 1990年10月10日 | ?                          | 国軍機務司令官           |                                                    |
| 16         | 金鎮渲   | 김진선       | 陸士19期 | 1990年10月10日 | ？             | 人事参謀部長               | 陸軍参謀次長             |                                                    |
| 17         | 安秉浩   | 안병호       | 陸士20期 |                |                | 保安司令官秘書室長         | 第2軍副司令官            |                                                    |
| 18         | 都日圭   | 도일규       | 陸士20期 | 1993年         | 1994年12月     | 韓米連合軍司令部副参謀     | 第3軍司令官              |                                                    |
| 19         | 韓勝義   | 한승의       | 陸士22期 | 1994年12月     | 1996年10月     | 国防部政策企画官           | 合参本部人事軍需部長     |                                                    |
| 20         | 金仁鍾   | 김인종       | 陸士24期 | 1996年10月     | 1998年         | 国防部政策企画官           | 国防部情報本補佐官       |                                                    |
| 21         | 南在俊   | 남재준       | 陸士25期 | 1998年         | 2000年4月      | 人事参謀部部長             | 合同参謀作戦本部長       |                                                    |
| 22         | 金昌鎬   | 김창호       | 陸士26期 | 2000年4月      | ？             | 2軍参謀長                  | 合同参謀作戦本部長       |                                                    |
| 23         | 李商泰   | 이상태       | 陸士27期 | 2004年3月      |                | 国防部国際協力官           | 国防大学総長             |                                                    |
| 24         | 金泰栄   | 김태영       | 陸士29期 | 2004年         | 2005年         | 政策企画局長               | 合同参謀作戦本部長       |                                                    |
| 25         | 李永桂   | 이영계       | 陸士30期 | 2005年         | 2006年         | 情報作戦参謀部長           | 教育司令官               |                                                    |
| 26         | 韓民求   | 한민구       | 陸士31期 | 2006年         | 2008年         | 国防部政策企画官           | 陸軍参謀総長             |                                                    |
| 27         | 朴正二   | 박정이       | 陸士32期 | 2008年         |                | 合参作戦部長               | 合参発展本部長           |                                                    |
| 28         | 権赫舜   | 권혁순       | 陸士34期 |                |                | 合参本部軍事支援本部長     | 合参本部作戦本部作戦部長 |                                                    |
| 29         | 朴男秀   | 박남수       | 陸士35期 | 2011年4月      | 2012年11月     | 合参本部作戦企画部長       | 陸士校長                 |                                                    |
| 30         | 申元植   | 신원식       | 陸士37期 | 2012年11月     | 2013年         | 国防部国防政策室政策企画官 | 合参本部作戦本部長       |                                                    |
| 31         | 金龍顕   | 김용현       | 陸士38期 | 2013年10月     | 2015年10月     | 合参本部作戦部長           |                          |                                                    |
| 32         | 具洪謀   | 구홍모       | 陸士40期 | 2015年10月     | 2017年9月      | 合参本部作戦本部長         | 参謀次長                 |                                                    |
| 33         | 金政秀   | 김정수       | 陸士42期 | 2017年9月      | 2019年5月      | 第27師団長                 | 地上作戦司令部参謀長     |                                                    |
| 34         | 金善鎬   | 김선호       | 陸士43期 | 2019年5月      | 2020年5月      | 合参本部戦力企画部長       | 陸軍人事司令部政策研究官 |                                                    |

### 参謀長
- 崔昌彦:1949.7.1 - 1949.7.30
- 宋錫夏:1949.7.30 - 1950.2.15
- 張錫倫:1950.2.15 -
- 南在俊:1993 - 1995

## 備考
- 昔は通称「維新服(유신복)」と呼ばれる専用迷彩服が支給された。[12]。